# Квебекски блок
Квебекският блок (на френски: Bloc Québécois) е лявоцентристка малцинствена политическа партия в Канада.
Тя е създадена през 1991 година от група депутати от двете водещи канадски партии – Прогресивната консервативна пратия на Канада и Либералната партия на Канада. Обявява се за постепенно отделяне на френскоезичната провинция Квебек от Канада и превръщането ѝ в независима държава. Квебекският блок участва само на федерални избори, като издига кандидати само в Квебек, а на провинциално ниво е неформално свързан с Квебекската партия.
През първите десетилетия от съществуването си Квебекският блок е доминиращата партия на федерални избори в Квебек, но от изборите през 2011 година губи значителна част от влиянието си. На изборите през 2015 година получава 4,7% от гласовете (19,3% в Квебек) и 10 от 338 места в Камарата на представителите.

## Резултати от избори
Парламентарни избори
| Година на избори | Ръководител        | Получени гласове | Квебек | Квебек          | Квебек          | Канада | Канада          | Канада          | +/– | Статут                 |
| Година на избори | Ръководител        | Получени гласове | %      | Спечелени места | Позиция (място) | %      | Спечелени места | Позиция (място) | +/– | Статут                 |
| ---------------- | ------------------ | ---------------- | ------ | --------------- | --------------- | ------ | --------------- | --------------- | --- | ---------------------- |
| 1993             | Люсиен Бушар       | 1 846 024        | 49,3   | 54 / 75         | 1               | 13,5   | 54 / 295        | 2               | 44  | парламентарна опозиция |
| 1997             | Жил Дюсепе         | 1 385 821        | 37,9   | 44 / 75         | 1               | 10,7   | 44 / 301        | 3               | 10  | парламентарна опозиция |
| 2000             | Жил Дюсепе         | 1 377 727        | 39,9   | 38 / 75         | 1               | 10,7   | 38 / 301        | 3               | 6   | парламентарна опозиция |
| 2004             | Жил Дюсепе         | 1 680 109        | 48,9   | 54 / 75         | 1               | 12,4   | 54 / 308        | 3               | 16  | парламентарна опозиция |
| 2006             | Жил Дюсепе         | 1 553 201        | 42,1   | 51 / 75         | 1               | 10,5   | 51 / 308        | 3               | 3   | парламентарна опозиция |
| 2008             | Жил Дюсепе         | 1 379 628        | 38,1   | 49 / 75         | 1               | 10,0   | 49 / 308        | 3               | 2   | парламентарна опозиция |
| 2011             | Жил Дюсепе         | 889 788          | 23.4   | 4 / 75          | 4               | 6,0    | 4 / 308         | 4               | 45  | парламентарна опозиция |
| 2015             | Жил Дюсепе         | 818 652          | 19,3   | 10 / 78         | 4               | 4,7    | 10 / 338        | 4               | 6   | парламентарна опозиция |
| 2019             | Ив-Франсоа Бланшет | 1 387 030        | 32,5   | 32 / 78         | 2               | 7,7    | 32 / 338        | 3               | 22  | парламентарна опозиция |